# Легендата
Легендата (на корейски: 태왕사신기, буквален превод „Легендата за четирите Бога на Краля“, на английски: The Legend) е южнокорейски исторически фентъзи сериал от 2007 г. с участието на Пе Йонг Джун, И Джи А, Мун Со Ри и Че Мин Су. Излъчва се по MBC от 11 септември до 5 декември 2007 г. в сряда и четвъртък от 21:55 ч. за 24 епизода.

## Сюжет
Историята за краля на Джушин започва още от мрачните и първобитни времена, когато, виждайки войните между племената на Земята и страданието на хората, синът на краля на Небето – Хуан Унг, слиза, за да донесе мир на човечеството и да ги дари със знания и просперитет. Едно от племената (Тигровото племе) се почувствало ограбено заради амбициите си да покори света и започнало война срещу народа на Джушин (обединените хора на Хуан Унг). Хуан Унг се опитал да реши проблема с добро, но не успял да спре войната.
Каджин от племето на Тигъра и Се О са две владетелки на огъня, като всяка от тях е влюбена в Хуан Унг, но той избира Се О.
Обезумяла от ревност, Каджин хвърля детето на Се О и Хуан Унг от скала. Заслепена от мъка и гняв от загубата на детето си, Се О подпалва пожар в целия свят. За да спаси света, Хуан Унг е принуден да убие любимата си. А Каджин се самоубива от върха на скалата и трагичната любовна история на тримата приключва.
Хуан Унг скрива четири божествена символа – Белия тигър, Синия дракон, Костенурката змия и Фениксът в различни предмети. И предсказва, че след хиляди години, в нощта, когато звездата на Джушин изгрее в небето, ще се роди новият крал, владетел на Джушин. Четирите скрити символа трябва да се пробудят в същата нощ и да помогат на бъдещия крал. След това Хуан Унг се връща на небето.
Две хиляди години по-късно звездата над Джушин осветява небето. В тази нощ се раждат две момчета – Йон Хо Ге, синът на кралското семейство и Дамдок, синът на семейство Йон, най-висшето благородническо семейство в кралство Корьо. Докато е малък, Дамдок се преструва на слаб и глуповат, за да попречи на зложелателите да му навредят. Водейки самотен живот в двореца, той се сприятелява с Ки Ха, жена свещеник от групата Хуачон, и с принц Йон Хо Ге.
Майката на Йон Хо Ге, която вярва, че синът ѝ трябва да е кралят на Джушин, защото е роден в нощта, когато е изгряла звездата от предсказанието, заговорничи за отравяне на краля. Но с помощта на Ки Ха, Дамдок разкрива заговора и майката на Йон Хо Ге се самоубива. От този ден Йон Хо Ге намразва Дамдок, защото вярва, че той е отговорен за смъртта на майка му. Омразата му се увеличава, когато научава, че Ки Ха, към която има чувства, обича Дамдок. Докато воюва с генералите и благородниците от групата Хуачон, които се опитват да направят Йон Хо Ге крал, Дамдок става жертва на заговор, а баща му е убит.
Един по един Дамдок започва да открива четирите скрити символа. Възможно ли е Дамдок да стане крал, както е предсказано от съдбата му преди хиляди години?

## Актьорски състав
- Пе Йонг Джун – Дамдок (по-късно Великият Гуангето от Когурьо) / Хуанг Унг
  - Ю Сънг Хо – като малкия Дамдок
- И Джи А – Суджини / Се О
  - Шим Ън Кьонг – малката Суджини
- Мун Со Ри – Со Ки Ха / Каджин
  - Пак Ън Бин – малката Со Ки Ха
- Че Мин Су – Теджангро
- О Куанг Рок – Хьон Го
- Юн Те Йонг – Йон Хо Ге
- Пак Санг Уон – Йон Гарьо
- И Филип – Чоро
- Пак Сонг Унг – Джумучи
- Пак Сонг Мин – Сарянг